# Signe de Budin
Pour les articles homonymes, voir Budin.
Le signe de Budin est un signe clinique visant à rechercher la présence de pus dans le lait maternel.

## Historique
Ce signe a été décrit au XIXe siècle par l'obstétricien français Pierre-Constant Budin.

## Clinique
Il s'agit d'un test facilement réalisable en pratique courante : l'écoulement ou du lait du mamelon inflammatoire est déposé sur une compresse stérile. Le signe de Budin est présent si le lait est mélangé à du pus (trace marron, jaune ou grisâtre sanglant).
Ce test permet de suspecter la présence de pus dans les canaux galactophoriques du sein maternel lors de la lactation. Il est réalisé dans le cadre d'une mammite (ou mastite, une inflammation du sein) et permet de fournir un argument pour faire la différence entre une mastite inflammatoire (ou lymphangite) et une mastite infectieuse bactérienne (galactophorite). Ce signe est absent en cas de lymphangite mammaire et présent en cas de galactophorite.
Cependant, il existe des faux positifs, c'est-à-dire qu'il peut être présent en l'absence de pus, notamment en cas de présence naturelle de graisse ou de globules graisseux[réf. à confirmer].